# Пенинсула (Охајо)
Пенинсула (енгл. Peninsula) град је у америчкој савезној држави Охајо.

## Демографија
По попису из 2010. године број становника је 565, што је 37 (-6,1%) становника мање него 2000. године.
| Група             | 2000.       | 2010.       |
| Белци             | 589 (97,8%) | 554 (98,1%) |
| Афроамериканци    | 4 (0,7%)    | 2 (0,4%)    |
| Азијати           | 2 (0,3%)    | 2 (0,4%)    |
| Хиспаноамериканци | 1 (0,2%)    | 2 (0,4%)    |
| Укупно            | 602         | 565         |